# モザンビーク人民共和国

モザンビーク人民共和国
República Popular de Moçambique (ポルトガル語)

国歌: Viva Viva A FRELIMO（ポルトガル語）
万歳！万歳！FRELIMOよ！
モザンビーク人民共和国の位置

モザンビーク人民共和国（モザンビークじんみんきょうわこく、ポルトガル語: República Popular de Moçambique）は、社会主義国（西側では一般的に共産主義国として知られる）を自認し、1975年6月25日から1990年12月1日まで続き、今日のモザンビーク共和国となった国家である。
1975年にポルトガルから独立を達成した後、サモラ・マシェルに率いられたモザンビーク解放戦線（FRELIMO）によってモザンビーク人民共和国が設立され、ローデシア（今日のジンバブエ）と、後に資金援助と支援をとって代わった南アフリカ共和国から援助を得たゲリラ運動モザンビーク民族抵抗運動（RENAMO）と残忍な内戦を戦った。また、モザンビーク人民共和国は当時共産主義国だったアンゴラ人民共和国及びソビエト連邦と強固な絆を結んでいた。また、モザンビーク人民共和国は共産主義諸国の経済機構であるコメコンのオブザーバーでもあった。

## 脚註
1. ↑  MOZAMBIQUE AND ANGOLA - THE COMMUNIST EPISODE[リンク切れ]
2. ↑  D4 Mozambique Archived 2009年10月28日, at the Wayback Machine.
3. ↑  Angola: Communist nations
4. ↑  The New Communist Third World By Peter John de la Fosse Wiles
5. ↑  Soviet Union-Mozambique
6. ↑  THE COUNCIL FOR MUTUAL ECONOMIC ASSISTANCE